# 세계 설정

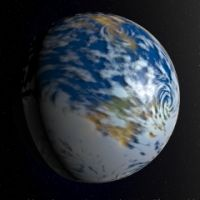
가공 세계를 우주 공간에서 바라본 상상화

세계 설정(영어: worldbuilding, 일본어: 世界設定)은 상상의 세계를 만드는 과정으로, 종종 세계관과 연관된다. 세계를 설정한 결과로 가공 세계(영어: constructed world)가 만들어질 수 있다. 일관적인 특징이 있는 상상의 역사, 지리, 생태 설정을 발전시키는 것은 많은 과학 소설 및 판타지 작가들에게 중요한 임무이다. 세계 설정은 종종 지도, 뒷이야기, 세계 속 인물들의 창조와 연관된다. 세계 설정은 문학 작품 속 뒷이야기와 역사를 보완할 수 있으며, 작가들이 작품을 진행하는 도중 그들의 세계 설정을 개정하는 일도 드물지 않다. 세계 설정은 개인적 유희나 인지 훈련을 위해, 또는 특정하게 소설, 비디오 게임, 롤플레잉 게임 등의 제작이 그 목적이 될 수 있다.

## 역사
문학에서 세계관을 만드는 것은 조지 맥도널드(George MacDonald), J. R. R. 톨킨, 도로시 L. 세이어즈(Dorothy L. Sayers), C. S. 루이스 등의 판타지 작가들에 의해 최초로 실험되었다. 톨킨은 이 주제를 그의 수필 요정 이야기에 대해서(On Fairy Stories)에서, "제2의 세계" 또는 "피조물"(가공 세계)는 극본을 쓰는 것과는 많이 다르다고 언급했다: "나무들로서의 나무들에 대해서는 아주 조금만이 연극에 들어갈 수 있다." 가공 세계들은 스토리텔링, 이야기, 등장인물과 분리되어, "나무들로서의 나무들" 또는 가공 세계 자체에 대한 면들을 탐색하게 할 수 있다. 1960년대의 판타지 세계에 대한 이후의 분석은, 그 세계 속의 이야기들에 대한 분석을 제공하면서, 그들을 세계 자체로서가 아니라 매체와 서사 측면에서 맥락화했다. 미디어 프랜차이즈들도 가공 세계들에 대해서는 이와 비슷했지만 이에 완전히 의존하지는 않았다; 예를 들어 스타워즈에는 가공 세계가 있지만, 프랜차이즈로서의 비틀즈는 그렇지 않다. 2000년대에는, 영화에서의 세계 설정이 인기를 얻었다. 그 이전에는, 작가들이 여러 이야기들을 감당할 수 있는 등장인물을 만들려 했지만, 지금은 여러 등장인물들과 이야기들을 감당할 수 있는 세계를 만들고 있다.

## 방법
세계 설정은 하향식이나 상향식으로, 또는 이러한 방법들을 절충하여 구상될 수 있다. 던전 앤 드래곤의 공식 세계 설정 가이드라인들은 "밖에서 안으로(outside-in)"와 "안에서 밖으로(inside-out)"라는 용어들로 이를 표현한다. 하향식 설정에서는, 디자이너가 처음에 세계의 개요를 만들면서, 그 세계의 거주민, 기술 발달 정도, 주요한 지리적 특성, 기후, 역사 등의 넓은 범위의 특징들을 결정한다. 거기에서부터, 그는 구체화를 해 가며 그 세계 설정의 나머지를 발전시킨다. 이 방법은 대륙, 문명, 국가, 도시, 마을 등의 순으로 세계의 기초를 만드는 과정이 포함되기도 한다. 하향식으로 설정된 세계는 통합적이고, 개별 요소들이 적절하게 맞춰지게 된다. 하지만 이 방법은, 설정이 이야기 등에 사용될 수 있기 전에 충분히 구체화되기까지 많은 작업을 필요로 한다. 상향식 설정에서는, 디자이너가 그의 목적에 필요한 가공 세계의 미시적인 부분에 주목한다. 이러한 곳의 지리, 문화, 사회, 정부, 정치, 경제, 역사 등이 많이 구체화된다. 지역의 중요한 개인들은, 서로 간의 관계들과 함께 묘사될 수 있다. 이 주변의 지역들은, 처음의 위치들로부터 멀어질수록 일반화되어 덜 구체적으로 묘사된다. 이 방법은 특정 이야기나 상황에 적당한 상세함을 주면서, 설정이 거의 즉시 사용될 수 있게 한다. 하지만 이 방법은 비일관성으로 가득한 가공 세계를 남길 수 있다.
이러한 하향식과 상향식 설정들을 절충하여, 디자이너는 둘 모두의 이점을 즐길 수 있다. 하지만, 하향식과 상향식 양쪽 방향에서 시작하는 것은 두 배로 많은 작업을 필요로 하며, 결과물이 나오는 것을 지연시키기에, 이는 해내기 어려운 일이다. 설정을 사용될 수 있을 만큼 충분히 발전시키기 위해서는 많은 작업이 필요하지만, 설정의 모든 면들이 사용되지는 않으므로, 이 대신 언급되는 세계 설정이라는 방법이 종종 사용된다. 언급되는 세계 설정은 작가가 자신이 특정한 부분을 언급하지 않는다는 가정하에 독자들이 언급된 부분을 토대로 추론하여 그들의 결론에 다다르기에 충분한 설정의 부분들을 제공하는 것이다. 이는 이야기가 진행되도록 상황에 따라 다르게 구체화되는 것이 필요한 롤플레잉 게임의 설정에서 특히 효율적이다.

## 구성 요소
게임 디자인의 관점에서, 세계 설정의 목적은 이야기의 맥락을 만드는 것이다. 세계가 이야기 속 행동의 기반을 제공하므로, 일관성은 중요한 요소이다. 하지만, J. R. R. 톨킨은 세계 설정의 목적이 몰입 상태나 "황홀감"을 만드는 것이며, 가공 세계의 묘사는 이야기에서 완전히 분리될 수 있다고 언급했다.
거주민이 없는 세계는 특정한 목적, 특히 과학 소설 등에는 유용할 수 있지만, 대부분의 가공 세계들에는 지성을 가진 생물종이 하나 이상은 등장한다. 이러한 종들은 가공의 문화와 가공의 언어를 가질 수 있다. 하드 SF의 디자이너들은 세계 설정 과정의 막바지에 식물상과 동물상을 디자인하여, 소설의 상황에 환경적으로 적응한 생물들을 창조할 수 있다.

### 물리 법칙
세계 설정에서 가장 기본적인 고려는 세계관이 현실 세계의 과학과 마법 중 어디에 기반할 것인가이다. 판타지 설정에서는 마법이 더 일반적인 요소지만, 과학 소설 속 가공 세계들은 마법에 맞먹는 기술을 가질 수 있다. 예를 들어, 비디오 게임 시리즈 매스 이펙트 속 생명 역학이 만드는 능력들은, 게임 내에서는 과학적으로 설명되지만, 판타지 게임들 속 마법사의 능력들을 닮았다. 과학 소설 영혼의 샘에서의 자정(Midnight at the Well of Souls)에서는, 마법이 존재하지만, 이는 과학적으로 설명된다.
몇몇 세계관들에서는 현실 세계의 물리 법칙이 수정된다: 초광속 이동은 많은 과학 소설에서 공통적인 요소이다. 세계 설정은 다크 타워 시리즈나 스타워즈 프랜차이즈에서와 같이, 과학과 마법을 절충할 수도 있다.

### 우주
가공 세계들에서는 종종, 과학적 및 종교적 의미에서의 우주론이 등장한다. 과학 소설 속 세계의 구상에는, 특히 우주 비행이 등장하는 사회에서는, 보통 항성계와 행성들의 창조가 뒤따른다. 디자이너가 현실 세계의 천문 법칙을 적용하기를 원한다면, 그는 천체의 궤도 및 물리적 특성을 결정하기 위해 천문학적으로 구체적인 방법을 쓸 수 있다; 이는 하루나 계절의 길이 등, 연대학적 척도를 만든다. 몇몇 항성계들은 의도적으로 특이하게 만들어진다. 래리 니븐(Larry Niven)의 소설 완벽한 나무(The Integral Trees)와 연기 고리(The Smoke Ring)를 위해, 니븐은, 중성자별 주위를 둘러싼 거주 가능한 기압, 기온, 성분을 가진 기체 토러스인, "자유 낙하하는" 환경을 구상했다.
판타지 세계들은 독특한 우주론을 가질 수도 있다. 던전 앤 드래곤에서는, 기반 소재는 물리적 세계이지만, 완전한 판타지 천체물리학 체계를 갖추는 등의 구상들도 가능하다. 몇몇 판타지 세계들에서는 종교들이 등장한다. 예를 들어, 엘더스크롤 시리즈에서는, 가공 세계 속 다양한 종족들이 신봉하는 다양한 종교들이 있다. 2000년의 비디오 게임 서머너(Summoner)에서는 창조 설화를 포함한, 잘 구성된 우주론이 등장한다.

### 지리
지도 제작은 종종 세계를 설정하는 데 있어 가장 처음의 임무가 된다. 지도를 통해 가공 세계의 기반이 되는 대지 특성들과 등장하는 주요 문명들을 배치할 수 있다. 이야기 속 주요 장소들을 보여줄 수 있는 정확하고 간결한 지도는 작가와 독자들 모두에게 유용한 도구가 될 수 있다. 책과 같은, 완결된 창작물들은, 구상 과정의 지도들을 포함할 수 있다; 예를 들어, 반지의 제왕의 여러 판본들에는 가운데땅의 지도들이 포함되어 있다.
세계관들의 자연지리는 사막, 습지, 산, 숲 등의 생물 군계와 기후를 구상하는 데에 중요하다. 이러한 물리적 특성들은, 무역로의 설정과 주요 도시들의 배치 등 다양한 사회들의 성장과 상호작용에 영향을 미친다. 세계관에서의 천연 자원 통제에 대한 욕구는 거주민들 사이의 전쟁을 일으킬 수 있다. 지리는 각 생물 군계의 생태계를 결정할 수도 있다. 보통은, 지구와 닮은 환경이 쓰이지만, 디자이너들은 여기에서 극단적으로 벗어날 수 있다. 예를 들어, 아이작 아시모프의 단편소설 말하는 돌(The Talking Stone)에서는 탄소가 아니라 규소에 기반한 생물이 등장한다.
몇몇 소프트웨어의 프로그램들은 프랙털 알고리즘을 이용해 대지를 무작위로 만들어낼 수 있다. 복잡한 프로그램들은 지각판과 침식 등의 지질학적 효과들을 적용할 수 있다; 가공 세계들은 매우 상세하게 렌더링되어, 많은 현실감을 줄 수 있다.

### 문화
가공의 문화들은 세계 설정에서 전형적인 요소이다. 세계를 설정하는 이들은 종종 현실의 옛 인류 문명들을 허구 사회들의 모델로 삼기도 한다. 예를 들어, 1990년의 비디오 게임 월즈 오브 얼티마: 더 새비지 엠파이어(Worlds of Ultima: The Savage Empire)은 메소아메리카 및 아프리카의 초기 문명들에 기반한 부족들로 가득한 세계를 배경으로 한다. 이러한 방법은 세계관이 독자에게 더 다가가기 쉽게 만들 수 있다. 사이먼 프로븐처(Simon Provencher)는 세계 설정의 '황금률'에 대해 이렇게 언급했다. "... 다른 식으로 특정지어지지 않는다면, 당신의 세계 속 모든 것은 현실 세계에서의 그것과 똑같이 행동할 것이라고 가정된다." 다른 예로 스티븐 S. 롱(Steven S. Long)은 롤플레잉 게임 챔피언스(Champions)의 대표로서, "현실 세계에서 일어난 모든 것들은 챔피언스 세계에서도 똑같은 방식으로 펼쳐진다." 이는 현실 세계에서 과거에 일어난 그 어떤 전쟁, 선거, 기술 발달들은 다른 설명이 없는 한 챔피언스 세계에서도 똑같이 일어났다는 의미이다. 외계의 문화를 만드는 것은 또다른 도전이 될 수 있다. 몇몇 디자이너들은, 고대 로마 사회를 닮은 스타 트렉의 로뮬런들과 같이, 영감을 위해 인류 문명들을 바라봤다. 세계관의 역사는, 이야기의 움직임을 안내할 수 있는, 과거 및 현재의 여러 사회들 간의 관계들을 설명할 수 있다. 예를 들어, 과거의 전쟁은 섀너러(Shannara)와 벨가리아드(The Belgariad) 시리즈에서 주요한 전개로 기능한다.

## 예시
가공 세계의 예시들로는 테리 프래쳇의 디스크월드에서의 세계, 야만인 코난 시리즈에서의 하이보리아 시대(Hyborian Age), 듄 시리즈에서의 아라키스(Arrakis), 엘더스크롤 게임 시리즈에서의 탐리엘(Tamriel) 대륙, 어슐러 K. 르귄의 어스시와 게센(Gethen), 미야자키 하야오의 바람계곡의 나우시카에서의 세계, J. R. R. 톨킨의 반지의 제왕에서의, 가운데땅이 있는 아르다 등이 있다.
가공 세계들이 항상 하나의 이야기에 국한되지는 않는다. 로런스 와트-에번스(Lawrence Watt-Evans)와 스티븐 브러스트(Steven Brust)는 각각 에드샤(Ethshar)와 드라게라(Dragaera)를 소설 설정으로 사용하기 이전에 롤플레잉 게임에 사용했다. M. A. R. 바커(M. A. R. Barker)는 롤플레잉 게임의 출현 이전에 테쿠멜(Tékumel)을 구상했지만, 바커 자신을 포함한 많은 게이머들이 이를 게임 설정으로 사용하고 있다.

## 같이 보기
- 세계관 (창작물)
- 가상 국가
- 허구 장소